# Presunto de Barrancos

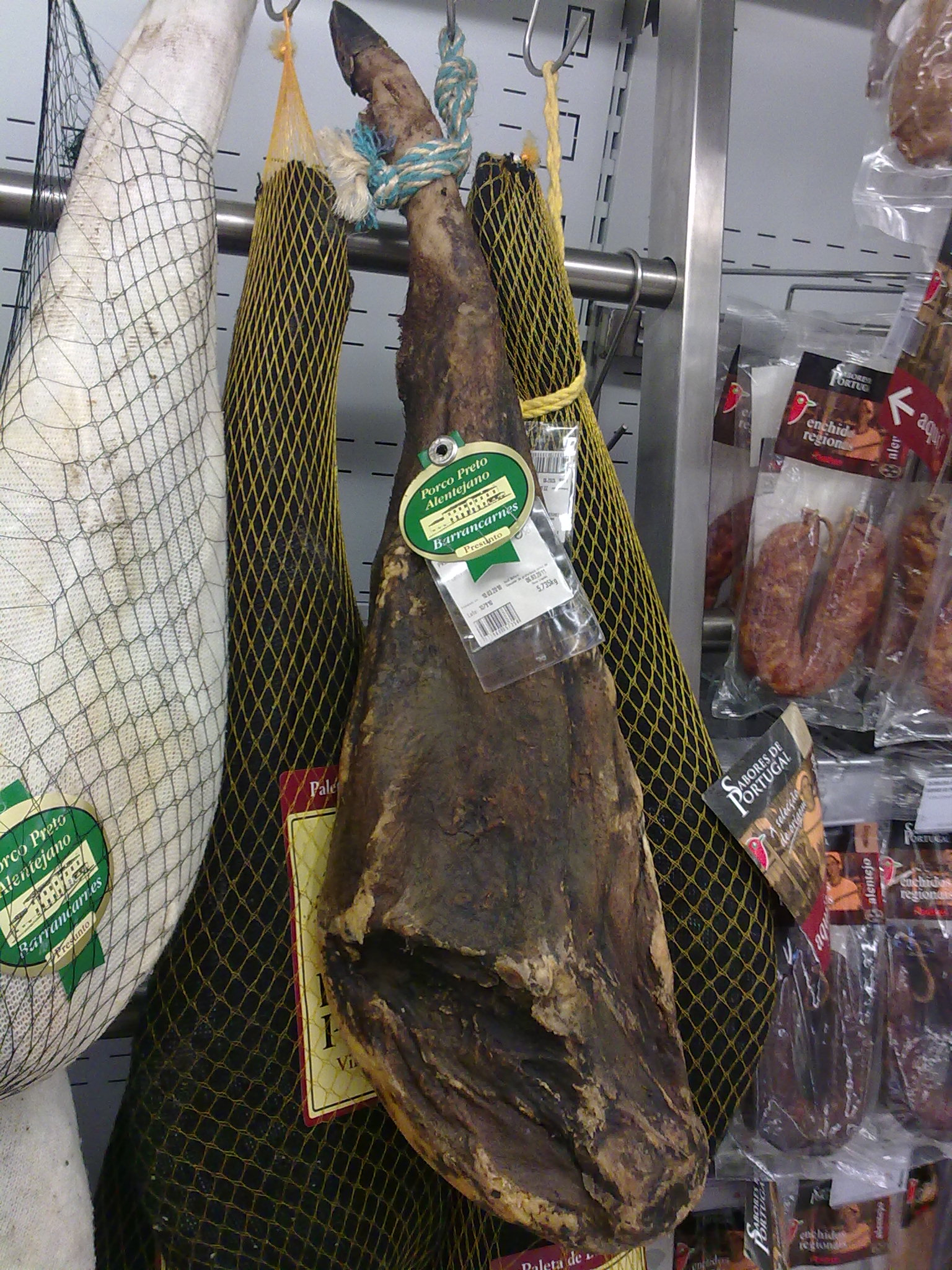
Presunto de Barrancos

Presunto de Barrancos é um presunto tradicional da culinária de Portugal, mais concretamente da vila de Barrancos. Constitui uma denominação de origem protegida, de acordo com as normas da União Europeia.

É preparado com pernis de suínos da chamada raça alentejana (Sus ibericus), alimentados com bolotas. Os pernis são salgados, secos e curados, não passando por qualquer processo de fumagem, devendo possuir um peso superior a 6 kg quando ainda frescos. Apresentam a extremidade da pata e formato obtido através de corte alongado, aparado em ponta ou em bico.
Após o processo de cura, os presuntos deverão apresentar um peso não inferior a 5 kg. A coloração deverá variar entre rosa e vermelho púrpura, com gordura visível entre a massa muscular. O sabor suave, pouco salgado, apresenta, por vezes, um travo ligeiramente picante. A textura é pouco fibrosa e consequentemente macia.
O processo de cura pode demorar entre 6 meses e 2 anos, sendo os presuntos com uma cura perto dos 2 anos considerados de reserva.
A área geográfica de transformação do presunto de Barrancos circunscreve-se ao Concelho de Barrancos, cuja localização no interior peninsular a 350 m de altitude lhe confere as condições naturais ideais de secagem e maturação deste produto.
Como símbolo da denominação de origem protegida, os presuntos de Barrancos são marcados a fogo com a cruz da Ordem de Avis.